# L'uomo dei miracoli
L'uomo dei miracoli (The Man Who Could Work Miracles) è un film britannico del 1937 diretto da Lothar Mendes.
Il film si basa su un racconto, anch'esso intitolato The Man Who Could Work Miracles, scritto da H. G. Wells.